# 反帝国主義
反帝国主義（はんていこくしゅぎ、英語: Anti-imperialism）は、帝国主義や植民地主義に反対する思想や運動。特に、隣接しない領域や異なる言語や文化を持つ住民への征服戦争や、当初の国境線を越えた国家の拡張などに反対する。また共産主義の立場による用法では経済的従属の側面を重視している。

## 用語と理論
現在の意味を持つ「帝国主義」(Imperialism)の用語が英語に登場したのは、1870年代後半にイギリス首相のベンジャミン・ディズレーリによる攻撃的で公然とした帝国政策への反対であった。更にジョゼフ・チェンバレンなどの帝国主義政策の支持者により「帝国主義」の概念が形成された。帝国主義は、ある人々にとっては理想主義と慈善の政策を意味し、別の人々にとっては政治的な自己利益の政策であり、更に別の人々にとっては強欲な資本主義に関連している。ジョン・アトキンソン・ホブソンとウラジーミル・レーニンは「帝国主義」の用語に更に理論的なマクロ経済的な意味を追加した。左派の多くの理論家は、「帝国主義」の構造的または体系的な特徴を強調する際に、いずれかまたは両者の影響を受けている。

## 歴史
自覚的な政治的運動としての反帝国主義は19世紀後半から20世紀初頭のヨーロッパで発生し、拡大するヨーロッパによる植民地主義や、1898年以降のアメリカ合衆国によるフィリピン支配に反対した。しかし、反帝国主義が植民地自身で広く支持されて高まりを見せ、各種の形態による民族解放運動の基礎を形成したのは、20世紀後半以降であった。これらの運動や彼らの反帝国主義の理念は、1950年代から1960年代にアジアやアフリカの大半のヨーロッパ植民地が独立を達成した脱植民地化の進行の援助となった。
「反帝国主義」との用語の初期の使用は1898年の米西戦争勃発後のアメリカ合衆国で発生した。大多数の活動家は戦争自体は支持したが、特にフィリピンなどの新領土の併合には反対した。1898年6月15日、ボストンでアメリカ反帝国主義連盟が結成されフィリピンの領有に反対したが、併合は実施されてしまった。反帝国主義者らは、特に「被統治者の同意」(consent of the governed)が必要として、帝国主義はアメリカ合衆国の共和主義に反すると信じ、領土拡張に反対した。

## マルクス主義・レーニン主義と反帝国主義
カール・マルクスは資本論で、帝国主義とは資本主義生産様式の先史時代の一部であると考察した。反対にウラジーミル・レーニンは帝国主義を「資本主義の最終段階」と定義し、その段階では独占金融資本が支配的になり、国家や企業に対して世界中の資源や市場に対する支配の獲得競争を強制するとした。レーニンの帝国主義理論はマルクス主義者の多数派によって採用された。
マルクス主義者とレーニン主義者による帝国主義の視点は従属理論などの理論に関連し、他の国々を支配する側面として、軍事的または政治的よりも経済的な側面を重視した。従って帝国主義とは、ある国による他の国への直接的な支配が必須なのではなく、ある地域による他の地域への、あるいはある国家グループによる他国家への、経済的な搾取で成立するとした。このため、植民地または新植民地に対する直接的な支配を意味する、一般的な概念としての「帝国主義」の用法とは相違がある。
レーニンは帝国主義を資本主義の発展段階の最終段階とし、同時発生する「5つの特徴」を持つとした。
1. 1国または複数国の独占やカルテルの支配を導く、生産と資本の集積
2. 金融資本によって置き換えられた独占的資本体制としての産業資本
3. 商品の輸出より金融資本の輸出の重要視
4. 複数の多国籍カルテル（国際的独占体）による世界の経済的分割
5. 独占的投資を行う列強による、世界の政治的分割と植民地化

マルクス主義者は通常、戦争を帝国主義者の利益追求の手段と考えるため、反戦や「帝国主義戦争」への反対を、反帝国主義の不可欠な一部とみなす。マルクス主義者や他の急進的な左翼主義者らは、しばしば他の活動家を平和主義から反帝国主義へ、戦争に対する一般的な反対から戦争の原動力とみなす経済体制に対する糾弾へ、転換させるよう説得する。

現代でも「反帝国主義」の用語は、マルクス主義者や反資本主義など近接する理論の支持者には非常に広く使用されている。

## フェミニズムと反帝国主義
国際関係論におけるフェミニズム理論は、時として反帝国主義の分類に含まれる。彼らは性差別や家父長制と戦争の間には、例えば男らしさの概念と戦争遂行の関係など、複数の関連性があるとする。こられの理論の1つでは、近代西洋の男性と女性の間の性差別的とみなされる考えが、近代西洋の国民国家と異邦人の間の植民地主義などの人種差別主義とみなされる考えと結びついているが、政府は紛争を平和的に解決すべきであり、愛情・共感・降伏などの女性らしいとされる特質を嘲るような視点を熟考すべきであるとする。
この分野の著名な著作家にはアン・ティクナーやシンシア・エンローがおり、またベル・フックスは特に黒人女性の愛情とステレオタイプの関連性の中でこの概念について論じた。

## 右派による反帝国主義
現代の思想潮流の中で、議論はあるが「右派」かつ「反帝国主義」の傾向を持つと言われているものには、大別してリバタリアニズムと旧保守主義(Paleoconservatism)がある。一部のリバタリアンは、国家や政府による人々への干渉を最小限にすべきとの立場から、国外への軍事行動に反対する。旧保守主義はアンドリュー・ベースヴィッチやパット・ブキャナンなどや、その分化したJustin Raimondo (en)やロン・ポールなどが代表的であり、社会保守主義との関連性がある。いずれもアメリカ合衆国では他国よりも影響力があり、帝国主義は最良の利益でもなく、孤立主義の理念的国家を実現した彼らの国の真の伝統でもないとみなしている。

## 批評
アントニオ・ネグリとマイケル・ハートは、伝統的な反帝国主義はもはや今日的な意味を持たないと断言した。彼らは著書「＜帝国＞」で、帝国主義はもはやいかなる国でも実践的または支配的ではなく、むしろ「帝国」とは全ての国家、企業、メディア、大衆文化や知的文化、更には軍事力などの1つの混合体であり、このため伝統的な反帝国主義の方法論や戦略は、もはや適用できない、とした。
ベルナール＝アンリ・レヴィは彼の著作「Left in Dark Times」で、現代の反帝国主義は単に偽装された反米以外のものではなく、第三世界の指導者や過激主義者が彼ら自身の犯罪や権力濫用を国民からそらすために非常に広く喚起されている、とした。

## 参考資料
- Griffiths, Martin, and Terry O'Callaghan, and Steven C. Roach 2008. International Relations: The Key Concepts. Second Edition. New York: Routledge.
- Heywood, C. 2004. Political Theory: An Introduction New York: Palgrave MacMillan
- Harrington, Fred H. "The Anti-Imperialist Movement in the United States, 1898-1900", Mississippi Valley Historical Review, Vol. 22, No. 2 (Sep., 1935), pp. 211–230 in JSTOR
- Proudman, Mark F.. "Words for Scholars: The Semantics of 'Imperialism'".   Journal of the Historical Society, September 2008, Vol. 8 Issue 3, p395-433

## 関連資料
- Boittin, Jennifer Anne. Colonial Metropolis: The Urban Grounds of Anti-Imperialism and Feminism in Interwar Paris (2010)
- Brendon, Piers. "A Moral Audit of the British Empire." History Today, (Oct 2007), Vol. 57 Issue 10, pp 44–47, online at en:EBSCO
- Brendon, Piers. The Decline and Fall of the British Empire, 1781-1997 (2008) excerpt and text search
- Cain, P. J. and A.G. Hopkins. British Imperialism, 1688-2000 (2nd ed. 2001), 739pp, detailed economic history that presents the new "gentlemanly capitalists" thesis excerpt and text search
- Castro, Daniel, Walter D.Mignolo, and Irene Silverblatt. Another Face of Empire: Bartolomé de Las Casas, Indigenous Rights, and Ecclesiastical Imperialism (2007) excerpt and text search, Spanish colonies
- Ferguson, Niall. Empire: The Rise and Demise of the British World Order and the Lessons for Global Power (2002), excerpt and text search
- Hamilton, Richard. President McKinley, War, and Empire (2006).
- Hardt,  Michael, and Antonio Negri. Empire (2001), influential statement from the left
- Herman, Arthur. Gandhi & Churchill: The Epic Rivalry that Destroyed an Empire and Forged Our Age (2009) [excerpt and text search]
- Hobson, J.A. Imperialism: A Study(1905) except and text search 2010 edition
- James, Lawrence.  The Rise and Fall of the British Empire (1997).
- Karsh, Efraim. Islamic Imperialism: A History (2007) excerpt and text search
- Olson, James S. et al., eds. Historical Dictionary of European Imperialism (1991) online edition
- Owen, Nicholas. The British Left and India: Metropolitan Anti-Imperialism, 1885-1947 (2008) excerpt and text search
- Polsgrove, Carol. Ending British Rule in Africa: Writers in a Common Cause (2009)
- Sagromoso, Domitilla, James Gow, and Rachel Kerr. Russian Imperialism Revisited: Neo-Empire, State Interests and Hegemonic Power (2010)
- Anti-Imperialism: A Guide for the Movement, en:Tariq Ali, en:George Monbiot, en:Tony Benn, en:Louise Christian et al., ISBN 1-898876-96-7
- Globalisation Unmasked: Imperialism in the 21st Century, en:James Petras, en:Henry Veltmeyer, ISBN 1-85649-939-1
- The Anti-Imperialists, A Web based guide to American Anti-Imperialism